# 翟永明
翟永明（1955年—），祖籍河南，生于四川成都，中国当代的女诗人，巴蜀五君子之一。她的第一任丈夫是画家何多苓，第二任丈夫是艺术家徐冰。

## 生平
翟永明1980年毕业于电子科技大学（原成都电讯工程学院）。同年开始发表诗歌作品于报刊杂志。其作品陆续被翻译成多种文字。现居成都写作兼经营“白夜”酒吧，并从事文学创作。

## 主要作品
- 《女人》（1987年）
- 《在一切玫瑰之上》（1992年）
- 《翟永明诗集》（1994年）
- 《黑夜里的素歌》（1997年）
- 《称之为一切》（1997年）
- 《纸上建筑》（1997年）（东方出版中心）
- 《坚韧的破碎之花》（1999年）（东方出版社)
- 《终于使我周转不灵》（2000年）（江苏文艺出版社）
- 《纽约，纽约以西》（2003年）（四川文艺出版社）[1]

## 奖项
2012年，翟永明荣获意大利国际文学奖（Ceppo Pistoia）。